# Ignacio Zuloaga
Ignacio Zuloaga y Zabaleta – malarz hiszpański pochodzenia baskijskiego, impresjonista i kostumbrysta.
Urodził się w rodzinie baskijskiego jubilera Plácido Zuloaga i jego żony Lucii Zamora Zabaleta. Jego wuj Daniel Zuloaga był artystą ceramikiem i malarzem. W pracowni ojca zapoznał się z technikami graficznymi. Uczęszczał do szkoły jezuickiej. W roku 1891 wyjechał do Rzymu, by studiować architekturę, lecz wkrótce przeniósł się na studia malarstwa. Już po pół roku studiów wystawił swój obraz na Salonie Paryskim. W roku 1891 przybył do Paryża, by studiować na École des Beaux-Arts. Wynajął pracownię w artystycznej dzielnicy Montmartre. Spotkał tam wielu artystów, jak Edgar Degas, Paul Gauguin, Auguste Rodin i Henri de Toulouse-Lautrec. 
W roku 1899 powrócił do Hiszpanii. W swojej twórczości połączył swobodną technikę malarską impresjonizmu z tradycjami klasyki malarstwa hiszpańskiego, jak Diego Velázquez, Francisco de Zurbarán, El Greco i Francisco Goya.
Poślubił Venentine Dethomas (Madryt, 18 maja 1899), siostrę malarza Maxime Dethomasa. Został ojcem dwójki dzieci, Lucíi (ur. 15 maja 1902) i Antonia (ur. 10 stycznia 1906).
Był pasjonatem walk byków, co znalazło wyraz w tematyce wielu obrazów. Od roku 1936 zajmował się również rzeźbą.